# Sandra Lichtenstein
Sandra Lichtenstein (ur. 11 stycznia 1993 roku) – polska piłkarka grająca na pozycji napastnika. Obecnie jest zawodniczką Juna-Trans Stare Oborzyska